# Audi Field
O Audi Field é um estádio localizado na cidade de Washington, D.C.. É a casa do D.C. United, da Major League Soccer.

## História
Com o objetivo de ter um estádio específico de futebol próprio do time, o D.C. United começou a procurar locais para a construção do estádio em 2004. Em julho de 2004, o comissário da Major League Soccer disse que o projeto de um novo estádio para o D.C. United era prioridade, visto que o D.C. United dividia o Robert F. Kennedy Memorial Stadium com o Washington Nationals, e as datas dos jogos das duas equipes coincidiam.
Em julho de 2006, o clube fez uma proposta para construir o estádio ao longo do Rio Anacostia, porém o projeto foi negado pelo governo local. Foram cogitados muitos lugares para construir o estádio, inclusive no Condado de Prince George's e Baltimore em Maryland, e no Condado de Loudoun, Virginia.
Em 25 de julho de 2013, foi anunciada a intenção do D.C. United de construir um estádio para 20.000 a 25.000 pessoas em Buzzard Point, no Distrito de Colúmbia, ao custo inicial de $ 300 milhões.
O projeto do estádio foi aprovado pelo governo local em 30 de setembro de 2015.
No dia 15 de fevereiro de 2017, a Audi comprou os naming rights do estádio.
As obras começaram no dia 27 de fevereiro de 2017 e o estádio foi inaugurado em julho de 2018.